# 上海音乐学院实验学校
上海音乐学院实验学校为中國上海市杨浦区的一所九年一贯制学校，位于上海市杨浦区政和路359号。校名由原中央政治局常委、国务院副总理李岚清题写。

## 校史
- 始建于1998年[2]，原名中原初级中学。
- 2001年与殷行一小合并更名为中原实验学校，成为九年一贯制学校。初中部位于上海市杨浦区开鲁路40号（今杨浦实验学校初中部），小学部位于上海市杨浦区开鲁路35号（今杨浦实验学校小学部）
- 2005年杨浦区人民政府与上海音乐学院合作办学，更名为上音杨浦学校。[3]
- 2009年学校搬迁至新江湾城政和路359号，再次更名为上海音乐学院实验学校。[4]
- 2012年，东升中学（位于上海市杨浦区中原路698号，今上海市复旦实验中学中原校区）并入該校，成立上海音乐学院实验学校中原校区；2015年中原校区撤销。